# Donde los árboles cantan
Donde los árboles cantan es un libro de la escritora valenciana Laura Gallego García. El libro fue lanzado el 14 de octubre de 2011 por Grupo SM.
Fue número uno de ventas en varias librerías de España, llegando a vender más de 100.000 unidades. El libro es de género fantástico épico. Tiene dosis de romanticismo y escenas bélicas. Ganó el Premio Nacional de Literatura Infantil y Juvenil de 2012.

## Sinopsis
Viana, la única hija del duque de Rocagrís, está prometida al joven Robian de Castelmar desde que ambos eran niños. Los dos se aman y se casarán en primavera. Sin embargo, durante los festejos del solsticio de invierno, un arisco montaraz que se hace llamar Lobo advierte al rey de Nortia y sus caballeros de la amenaza de los bárbaros de las estepas... y tanto Robian como el duque se ven obligados a marchar a la guerra. En tales circunstancias, una doncella como Viana no puede hacer otra cosa que esperar su regreso... y, tal vez, prestar atención a las leyendas que se cuentan sobre el Gran Bosque... el lugar donde los árboles cantan.

## Personajes
- Viana de Rocagrís: Es la hija del duque Corven de Rocagrís, una doncella educada en un castillo. Su madre murió cuando era pequeña. Está prometida con Robian de Castelmar y lo ama. Tiene el pelo largo y color miel y los ojos grises. Es una doncella fina y educada, pero una mujer muy valiente y fuerte cuando se necesita
- Belicia: Mejor amiga de Viana. Querían un mundo de Hadas. Estaba enamorada del príncipe Beriac. Fue asesinada por los bárbaros cuando fue rescatada por Viana. Tenía 16.
- Uri: Un ser con forma humana. Su piel es moteada y sus ojos, más verdes que el musgo. Viana lo encuentra inconsciente en medio del bosque. No sabía hablar ni recordaba nada de lo que le había pasado, con lo cual, Viana lo llevó al campamento. No se sabe quién es exactamente ni de dónde viene hasta el final. Viana lo apoda "Uri" porque le recuerda a un duende que escuchaba en las historias que oía de pequeña.
- Lobo: Montaraz astuto y mordaz. En su pasado fue una persona importante, noble y valiente, pero por un error del pasado que le costó su oreja y su título se queda viviendo en el bosque. 37 años
- Rey Radis: Rey de Nortia y padre de Beriac y de Elim, fue asesinado por los bárbaros en la lucha por Nortia.
- Robian de Castelmar: Joven noble, prometido de Viana. Caballero apuesto y cariñoso. La guerra lo hará cambiar hasta un punto que Viana nunca se imaginaba. Tiene el pelo castaño, 16 años
- Dorea: Nodriza de Viana, siempre la acompañó en todos los lugares y cuando Viana más la necesitaba. 45 años
- Harak: Líder bárbaro, que reclama el trono de Nortia, convirtiéndose en el rey. Se curan milagrosamente sus heridas.
- Holdar: Esposo de Viana y Bárbaro a las órdenes de Harak. Es asesinado con un atizador de fuego por Viana. 37 años
- Duque Corven: Es el padre de Viana, muere en la batalla contra los bárbaros. 56 años
- Príncipe Beriac: Apuesto, fuerte, listo. Todas las chicas sueñan con casarse con él. Muere al principio de la novela en la batalla contra los bárbaros. 19 años
- Oki: Extraño hombre pequeño que parece un duende, es  un cuenta-cuentos que viaja sin rumbo de castillo en castillo contando historias y leyendas sobre el Gran Bosque, cuyas a Viana ha hecho reflexionar a lo largo de su camino.
- Airic: Tiene 11 años y es el mayor de sus 6 hermanos. Viana ayudó a su familia la noche en la que murió Holdar. También ayuda a Viana a rescatar las joyas de su madre y a intentar matar a Harak.
- Elim: Hijo del rey Radis y hermano del príncipe Beriac fue decapitado por los bárbaros,7 años.
- Analisa: Hija de la hermana del rey y prometida de Harak, 9 años y a lo largo de la historia va creciendo.

## Lanzamiento y curiosidades
- Donde los árboles cantan fue una novela muy esperada por los lectores de Laura Gallego. La escritora iba informando de su desarrollo en su Twitter. El libro salió a la venta el 14 de octubre de 2011, y tuvo un éxito inmediato: en los dos primeros días de lanzamiento se vendieron más de 4000 ejemplares; fue el más vendido en espacios como Fnac o La Casa del Libro; en un mes se vendieron 17.000 ejemplares.
- En mayo de 2011, meses antes de su lanzamiento, se organizó un encuentro en la Feria del Libro de Madrid en la que se enseñó la portada, hecha por Cris Ortega.
- Se hizo una nueva edición del libro en tapa dura el 31 de octubre de 2012, con otra ilustración de cubierta y con un euro más del precio final. La novela, un año después de su lanzamiento, ha vendido más de 100.000 ejemplares. Para ver la nueva portada, también hecha por Cris Ortega, pinchar aquí.
- En principio, el personaje de Viana se llamaba Lianna, pero Laura Gallego lo cambió finalmente teniendo en cuenta la votación que hizo en su cuenta de Twitter.
- La novela narra tres historias: la de Viana, la de Uri y la de Nortia, el lugar donde habitan ambos personajes y el nexo de unión de los mismos.